# شهرستان نایونگ
شهرستان نایونگ (به لاتین: Nayong County) یک منطقهٔ مسکونی در چین است که در بیجای واقع شده‌است. شهرستان نایونگ ۲٬۴۵۲٫۳۲ کیلومتر مربع مساحت و ۱٬۰۸۱٬۴۲۹ نفر جمعیت دارد.